# Statistik över Europamästerskapet i fotboll 2020
Den här artikeln innehåller statistik över Europamästerskapet i fotboll 2020 som spelades mellan 11 juni och 11 juli 2021.

## Målskyttar
5 mål
- Cristiano Ronaldo
- Patrik Schick

4 mål
- Romelu Lukaku
- Harry Kane
- Karim Benzema
- Emil Forsberg

3 mål
- Kasper Dolberg
- Raheem Sterling
- Georginio Wijnaldum
- Robert Lewandowski
- Haris Seferović
- Xherdan Shaqiri
- Álvaro Morata

2 mål
- Thorgan Hazard
- Mikkel Damsgaard
- Joakim Mæhle
- Yussuf Poulsen
- Federico Chiesa
- Ciro Immobile
- Lorenzo Insigne
- Manuel Locatelli
- Matteo Pessina
- Ivan Perišić
- Memphis Depay
- Denzel Dumfries
- Pablo Sarabia
- Ferran Torres
- Kai Havertz
- Andrij Jarmolenko
- Roman Jaremtjuk

1 mål
- Kevin De Bruyne
- Thomas Meunier
- Martin Braithwaite
- Andreas Christensen
- Thomas Delaney
- Jordan Henderson
- Harry Maguire
- Luke Shaw
- Joel Pohjanpalo
- Antoine Griezmann
- Paul Pogba
- Nicolò Barella
- Leonardo Bonucci
- Luka Modrić
- Mislav Oršić
- Mario Pašalić
- Nikola Vlašić
- Wout Weghorst
- Ezgjan Alioski
- Goran Pandev
- Karol Linetty
- Raphaël Guerreiro
- Diogo Jota
- Artjom Dzjuba
- Aleksej Mirantjuk
- Breel Embolo
- Mario Gavranović
- Callum McGregor
- Milan Škriniar
- César Azpilicueta
- Aymeric Laporte
- Mikel Oyarzabal
- Viktor Claesson
- Tomáš Holeš
- İrfan Kahveci
- Leon Goretzka
- Robin Gosens
- Artem Dovbyk
- Oleksandr Zintjenko
- Ádám Szalai
- András Schäfer
- Attila Fiola
- Kieffer Moore
- Aaron Ramsey
- Connor Roberts
- Marko Arnautović
- Christoph Baumgartner
- Michael Gregoritsch
- Saša Kalajdžić
- Stefan Lainer

Självmål
- Simon Kjær (mot England)
- Lukáš Hrádecký (mot Belgien)
- Wojciech Szczęsny (mot Slovakien)
- Rúben Dias (mot Tyskland)
- Raphaël Guerreiro (mot Tyskland)
- Denis Zakaria (mot Spanien)
- Martin Dúbravka (mot Spanien)
- Juraj Kucka (mot Spanien)
- Pedri (mot Kroatien)
- Merih Demiral (mot Italien)
- Mats Hummels (mot Frankrike)

## Assist
4 assist
- Steven Zuber

3 assist
- Pierre Emile Højbjerg
- Luke Shaw
- Marco Verratti
- Dani Olmo

2 assist
- Kevin De Bruyne
- Thomas Meunier
- Thomas Vermaelen
- Jack Grealish
- Domenico Berardi
- Leonardo Spinazzola
- Memphis Depay
- Donyell Malen
- Rafa Silva
- Vladimír Coufal
- Jordi Alba
- Gerard Moreno
- Pablo Sarabia
- Pau Torres
- Dejan Kulusevski
- Robin Gosens
- Joshua Kimmich
- Andrij Jarmolenko
- Roland Sallai
- Gareth Bale
- David Alaba

1 assist
- Eden Hazard
- Dries Mertens
- Andreas Cornelius
- Mikkel Damsgaard
- Mathias Jensen
- Joakim Mæhle
- Jens Stryger Larsen
- Mason Mount
- Kalvin Phillips
- Bukayo Saka
- Raheem Sterling
- Kieran Trippier
- Jere Uronen
- Antoine Griezmann
- Lucas Hernández
- Kylian Mbappé
- Paul Pogba
- Francesco Acerbi
- Nicolò Barella
- Ciro Immobile
- Rafael Tolói
- Andrej Kramarić
- Mateo Kovačić
- Luka Modrić
- Mislav Oršić
- Ivan Perišić
- Nathan Aké
- Przemysław Frankowski
- Kamil Jóźwiak
- Maciej Rybus
- Piotr Zieliński
- Diogo Jota
- Cristiano Ronaldo
- Artjom Dzjuba
- Remo Freuler
- Kevin Mbabu
- Xherdan Shaqiri
- Granit Xhaka
- Marek Hamšík
- Róbert Mak
- José Gayà
- Ferran Torres
- Alexander Isak
- Hakan Çalhanoğlu
- Tomáš Holeš
- Tomáš Kalas
- Mats Hummels
- Ádám Szalai
- Roman Jaremtjuk
- Oleksandr Karavajev
- Ruslan Malinovskyi
- Oleksandr Zintjenko
- Joe Morrell
- Konrad Laimer
- Marcel Sabitzer
- Louis Schaub

## Straffsparksläggning
Mål i straffsparksläggning
- Harry Kane
- Harry Maguire
- Olivier Giroud
- Presnel Kimpembe
- Paul Pogba
- Marcus Thuram
- Andrea Belotti
- Domenico Berardi
- Federico Bernardeschi (2)
- Leonardo Bonucci (2)
- Jorginho
- Manuel Akanji
- Mario Gavranović (2)
- Admir Mehmedi
- Fabian Schär
- Ruben Vargas
- Thiago Alcântara
- Gerard Moreno (2)
- Dani Olmo
- Mikel Oyarzabal

Miss i straffsparksläggning

- Bukayo Saka
- Jadon Sancho
- Marcus Rashford
- Kylian Mbappé
- Andrea Belotti
- Jorginho
- Manuel Locatelli
- Manuel Akanji
- Fabian Schär
- Ruben Vargas
- Sergio Busquets
- Álvaro Morata
- Dani Olmo
- Rodri

Målvaktsräddningar i straffsparksläggning

- Jordan Pickford (2)
- Gianluigi Donnarumma (3)
- Yann Sommer (2)
- Unai Simón (3)

## Disciplin
Utvisningar
1 utvisning

- Matthijs de Ligt
- Grzegorz Krychowiak
- Remo Freuler
- Marcus Danielson
- Ethan Ampadu
- Harry Wilson

Varningar
3 varningar

- Harry Maguire
- Grzegorz Krychowiak

2 varningar

- Daniel Wass
- Benjamin Pavard
- Nicolò Barella
- Leonardo Bonucci
- Marcelo Brozović
- Duje Ćaleta-Car
- Dejan Lovren
- Ezgjan Alioski
- Kamil Jóźwiak
- Mario Gavranović
- Granit Xhaka
- Sergio Busquets
- Jan Bořil
- Hakan Çalhanoğlu
- Çağlar Söyüncü
- Matthias Ginter
- Endre Botka
- Kieffer Moore

1 varning

- Toby Alderweireld
- Thorgan Hazard
- Youri Tielemans
- Thomas Vermaelen
- Mikkel Damsgaard
- Thomas Delaney
- Mathias Jensen
- Phil Foden
- Kalvin Phillips
- Declan Rice
- Glen Kamara
- Robin Lod
- Daniel O'Shaughnessy
- Tim Sparv
- Kingsley Coman
- Antoine Griezmann
- Lucas Hernández
- Presnel Kimpembe
- Hugo Lloris
- Raphaël Varane
- Domenico Berardi
- Giorgio Chiellini
- Giovanni Di Lorenzo
- Lorenzo Insigne
- Jorginho
- Matteo Pessina
- Rafael Tolói
- Marco Verratti
- Mateo Kovačić
- Daniel Avramovski
- Tihmoir Kostadinov
- Visar Musliu
- Stefan Ristovski
- Aleksandar Trajkovski
- Darko Velkoski
- Frenkie de Jong
- Marten de Roon
- Denzel Dumfries
- Kamil Glik
- Mateusz Klich
- Robert Lewandowski
- Jakub Moder
- Diogo Dalot
- Rúben Dias
- João Palhinha
- Pepe
- Dimitrij Barinov
- Igor Divejev
- Georgij Dzjikija
- Fjodor Kudrjasjov
- Magomed Ozdojev
- Manuel Akanji
- Nico Elvedi
- Breel Embolo
- Kevin Mbabu
- Ricardo Rodríguez
- Fabian Schär
- Silvan Widmer
- John McGinn
- Scott McKenna
- Stephan O'Donnell
- Martin Dúbravka
- Milan Škriniar
- Tomáš Hubočan
- Vladimír Weiss
- Jordi Alba
- Aymeric Laporte
- Rodri
- Pau Torres
- Marcus Danielsson
- Emil Forsberg
- Dejan Kulusevski
- Mikael Lustig
- Kristoffer Olsson
- Vladimír Coufal
- Adam Hložek
- Tomáš Kalas
- Michael Krmenčík
- Lukáš Masopust
- Zeki Çelik
- Halil Dervişoğlu
- Burak Yılmaz
- İlkay Gündoğan
- Kai Havertz
- Joshua Kimmich
- Leroy Sané
- Robin Gosens
- Artem Dovbyk
- Andrij Jarmolenko
- Mykola Sjaparenko
- Serhij Sydortjuk
- Attila Fiola
- Loïc Négo
- Willi Orbán
- Ádám Szalai
- Joe Allen
- Gareth Bale
- David Brooks
- Ben Davies
- Chris Gunter
- Chris Mepham
- Joe Rodon
- David Alaba
- Marko Arnautović
- Daniel Bachmann
- Aleksandar Dragović
- Martin Hinteregger
- Stefan Lainer

## Matchutmärkelser
- GS = Gruppspel
- ÅF = Åttondelsfinal
- KF = Kvartsfinal
- SF = Semifinal
- F = Final

### Matchens bäste spelare
| Rankning | Namn                    | Lag           | Motståndare                   | Utmärkelser |
| -------- | ----------------------- | ------------- | ----------------------------- | ----------- |
| 1        | Sergio Busquets         | Spanien       | Slovakien (GS), Kroatien (ÅF) | 2           |
| 1        | Federico Chiesa         | Italien       | Wales (GS), Spanien (SF)      | 2           |
| 1        | Denzel Dumfries         | Nederländerna | Ukraina (GS), Österrike (GS)  | 2           |
| 1        | Harry Kane              | England       | Ukraina (KF), Danmark (SF)    | 2           |
| 1        | Romelu Lukaku           | Belgien       | Ryssland (GS), Danmark (GS)   | 2           |
| 1        | Leonardo Spinazzola     | Italien       | Turkiet (GS), Österrike (ÅF)  | 2           |
| 7        | David Alaba             | Österrike     | Nordmakedonien (GS)           | 1           |
| 7        | Jordi Alba              | Spanien       | Polen (GS)                    | 1           |
| 7        | Gareth Bale             | Wales         | Turkiet (GS)                  | 1           |
| 7        | Karim Benzema           | Frankrike     | Portugal (GS)                 | 1           |
| 7        | Leonardo Bonucci        | Italien       | England (F)                   | 1           |
| 7        | Andreas Christensen     | Danmark       | Ryssland (GS)                 | 1           |
| 7        | Kevin De Bruyne         | Belgien       | Finland (GS)                  | 1           |
| 7        | Thomas Delaney          | Danmark       | Tjeckien (KF)                 | 1           |
| 7        | Kasper Dolberg          | Danmark       | Wales (ÅF)                    | 1           |
| 7        | Breel Embolo            | Schweiz       | Wales (GS)                    | 1           |
| 7        | Emil Forsberg           | Sverige       | Polen (GS)                    | 1           |
| 7        | Christian Eriksen       | Danmark       | Finland (GS)                  | 1           |
| 7        | Billy Gilmour           | Skottland     | England (GS)                  | 1           |
| 7        | Robin Gosens            | Tyskland      | Portugal (GS)                 | 1           |
| 7        | Florian Grillitsch      | Österrike     | Ukraina (GS)                  | 1           |
| 7        | Thorgan Hazard          | Belgien       | Portugal (ÅF)                 | 1           |
| 7        | Lorenzo Insigne         | Italien       | Belgien (KF)                  | 1           |
| 7        | Tomáš Holeš             | Tjeckien      | Nederländerna (ÅF)            | 1           |
| 7        | Alexander Isak          | Sverige       | Slovakien (GS)                | 1           |
| 7        | Andrij Jarmolenko       | Ukraina       | Nordmakedonien (GS)           | 1           |
| 7        | Joshua Kimmich          | Tyskland      | Ungern (GS)                   | 1           |
| 7        | László Kleinheisler     | Ungern        | Frankrike (GS)                | 1           |
| 7        | Manuel Locatelli        | Italien       | Schweiz (GS)                  | 1           |
| 7        | Harry Maguire           | England       | Tyskland (ÅF)                 | 1           |
| 7        | Aleksej Mirantjuk       | Ryssland      | Finland (GS)                  | 1           |
| 7        | Luka Modrić             | Kroatien      | Tjeckien (GS)                 | 1           |
| 7        | Victor Nilsson Lindelöf | Sverige       | Spanien (GS)                  | 1           |
| 7        | Paul Pogba              | Frankrike     | Tyskland (GS)                 | 1           |
| 7        | Cristiano Ronaldo       | Portugal      | Ungern (GS)                   | 1           |
| 7        | Bukayo Saka             | England       | Tjeckien (GS)                 | 1           |
| 7        | Patrik Schick           | Tjeckien      | Skottland (GS)                | 1           |
| 7        | Xherdan Shaqiri         | Schweiz       | Turkiet (GS)                  | 1           |
| 7        | Unai Simón              | Spanien       | Schweiz (KF)                  | 1           |
| 7        | Milan Škriniar          | Slovakien     | Polen (GS)                    | 1           |
| 7        | Raheem Sterling         | England       | Kroatien (GS)                 | 1           |
| 7        | Nikola Vlašić           | Kroatien      | Skottland (GS)                | 1           |
| 7        | Georginio Wijnaldum     | Nederländerna | Nordmakedonien (GS)           | 1           |
| 7        | Granit Xhaka            | Schweiz       | Frankrike (ÅF)                | 1           |
| 7        | Oleksandr Zintjenko     | Ukraina       | Sverige (ÅF)                  | 1           |

### Hållna nollor
| Rankning | Namn                 | Lag           | Motståndare                                                               | Utmärkelser |
| -------- | -------------------- | ------------- | ------------------------------------------------------------------------- | ----------- |
| 1        | Jordan Pickford      | England       | Kroatien (GS), Skottland (GS), Tjeckien (GS), Tyskland (ÅF), Ukraina (KF) | 5           |
| 2        | Thibaut Courtois     | Belgien       | Ryssland (GS), Finland (GS), Portugal (ÅF)                                | 3           |
| 2        | Gianluigi Donnarumma | Italien       | Turkiet (GS), Schweiz (GS), Wales (GS)                                    | 3           |
| 4        | Robin Olsen          | Sverige       | Spanien (GS), Slovakien (GS)                                              | 2           |
| 4        | Tomáš Vaclík         | Tjeckien      | Skottland (GS), Nederländerna (ÅF)                                        | 2           |
| 4        | Unai Simón           | Spanien       | Sverige (GS), Slovakien (GS)                                              | 2           |
| 4        | Maarten Stekelenburg | Nederländerna | Österrike (GS), Nordmakedonien (GS)                                       | 2           |
| 8        | Daniel Bachmann      | Österrike     | Ukraina (GS)                                                              | 1           |
| 8        | Lukáš Hrádecký       | Finland       | Danmark (GS)                                                              | 1           |
| 8        | Hugo Lloris          | Frankrike     | Tyskland (GS)                                                             | 1           |
| 8        | David Marshall       | Skottland     | England (GS)                                                              | 1           |
| 8        | Rui Patrício         | Portugal      | Ungern (GS)                                                               | 1           |
| 8        | Matvei Safonov       | Ryssland      | Finland (GS)                                                              | 1           |
| 8        | Kasper Schmeichel    | Danmark       | Wales (ÅF)                                                                | 1           |
| 8        | Danny Ward           | Wales         | Turkiet (GS)                                                              | 1           |

## Allmän lagstatistik
- SM = spelade matcher
- V = vinster
- O = oavgjorda matcher
- F = förluster
- P = ackumulerade poäng
- P/M = poäng per match i snitt
- GM = gjorda mål
- GM/M = gjorda mål per match i snitt
- IM = insläppta mål
- IM/M = insläppta  mål per match i snitt
- MS = målskillnad
- MS/M = målskillnad per match i snitt
- GK = gula kort
- GK/M = gula kort per match i snitt
- RK = röda och/eller gula kort
- RK/M = röda kort per match i snitt

| Lag            | SM | V | O | F | P  | P/M  | GM | GM/M | IM | IM/M | MS | MS/M  | GK | GK/M | RK | RK/M |
| -------------- | -- | - | - | - | -- | ---- | -- | ---- | -- | ---- | -- | ----- | -- | ---- | -- | ---- |
| Belgien        | 5  | 4 | 0 | 1 | 12 | 2,40 | 9  | 1,80 | 3  | 0,60 | +6 | +1,20 | 4  | 0,80 | 0  | 0,00 |
| Danmark        | 6  | 3 | 1 | 2 | 10 | 1,66 | 12 | 2,00 | 6  | 1,00 | +6 | +1,00 | 5  | 0,83 | 0  | 0,00 |
| England        | 7  | 4 | 3 | 0 | 15 | 2,14 | 10 | 1,43 | 2  | 0,29 | +8 | +1,14 | 6  | 0,86 | 0  | 0,00 |
| Finland        | 3  | 1 | 0 | 2 | 3  | 1,00 | 1  | 0,33 | 3  | 1,00 | -2 | -0,67 | 4  | 1,33 | 0  | 0,00 |
| Frankrike      | 4  | 1 | 3 | 0 | 6  | 2,00 | 7  | 1,75 | 6  | 2,00 | +1 | +0,25 | 6  | 1,25 | 0  | 0,00 |
| Italien        | 7  | 4 | 3 | 0 | 15 | 2,14 | 13 | 1,86 | 4  | 0,57 | +9 | +1,29 | 12 | 1,71 | 0  | 0,00 |
| Kroatien       | 4  | 1 | 2 | 1 | 5  | 1,25 | 8  | 2,00 | 8  | 2,00 | +0 | +0,00 | 7  | 1,75 | 0  | 0,00 |
| Nederländerna  | 4  | 3 | 0 | 1 | 9  | 2,25 | 8  | 2,00 | 4  | 1,00 | +4 | +1,00 | 3  | 0,75 | 1  | 0,25 |
| Nordmakedonien | 3  | 0 | 0 | 3 | 0  | 0,00 | 2  | 0,67 | 8  | 2,67 | -6 | -2,00 | 8  | 2,67 | 0  | 0,00 |
| Polen          | 3  | 0 | 1 | 2 | 1  | 0,33 | 4  | 1,33 | 6  | 2,00 | -2 | -0,67 | 9  | 3,00 | 1  | 0,33 |
| Portugal       | 4  | 1 | 1 | 2 | 4  | 1,00 | 7  | 1,75 | 7  | 1,75 | +0 | +0,00 | 4  | 1,00 | 0  | 0,00 |
| Ryssland       | 3  | 1 | 0 | 2 | 3  | 1,00 | 2  | 0,67 | 7  | 2,33 | -5 | -1,67 | 5  | 1,67 | 0  | 0,00 |
| Schweiz        | 5  | 1 | 3 | 1 | 6  | 1,20 | 8  | 1,60 | 9  | 1,80 | -1 | -0,20 | 11 | 2,20 | 1  | 0,20 |
| Skottland      | 3  | 0 | 1 | 2 | 1  | 0,33 | 1  | 0,33 | 6  | 2,00 | -5 | -1,67 | 3  | 1,00 | 0  | 0,00 |
| Slovakien      | 3  | 1 | 0 | 2 | 3  | 1,00 | 2  | 0,67 | 7  | 2,33 | -5 | -1,67 | 4  | 1,33 | 0  | 0,00 |
| Spanien        | 6  | 1 | 5 | 0 | 8  | 1,33 | 13 | 2,17 | 6  | 1,00 | +7 | +1,17 | 6  | 1,00 | 0  | 0,00 |
| Sverige        | 4  | 2 | 2 | 0 | 8  | 2,00 | 5  | 1,25 | 3  | 0,75 | +2 | +0,50 | 5  | 1,25 | 1  | 0,25 |
| Tjeckien       | 5  | 2 | 1 | 2 | 7  | 1,40 | 6  | 1,20 | 4  | 0,80 | +2 | +0,40 | 7  | 1,40 | 0  | 0,00 |
| Turkiet        | 3  | 0 | 0 | 3 | 0  | 0,00 | 1  | 0,33 | 8  | 2,67 | -7 | -2,33 | 7  | 2,33 | 0  | 0,00 |
| Tyskland       | 4  | 1 | 1 | 2 | 4  | 1,00 | 6  | 1,50 | 7  | 1,75 | -1 | -0,25 | 5  | 1,25 | 0  | 0,00 |
| Ukraina        | 5  | 1 | 1 | 3 | 4  | 0,80 | 6  | 1,20 | 10 | 2,00 | -4 | -0,80 | 4  | 0,80 | 0  | 0,00 |
| Ungern         | 3  | 0 | 2 | 1 | 2  | 0,67 | 3  | 1,00 | 6  | 2,00 | -3 | -1,00 | 6  | 2,00 | 0  | 0,00 |
| Wales          | 4  | 1 | 1 | 2 | 4  | 1,00 | 3  | 0,75 | 6  | 1,50 | -3 | -0,75 | 9  | 2,25 | 2  | 0,50 |
| Österrike      | 4  | 2 | 1 | 1 | 7  | 1,75 | 5  | 1,25 | 5  | 1,25 | +0 | +0,00 | 6  | 1,50 | 0  | 0,00 |
| Lag            | SM | V | O | F | P  | P/M  | GM | GM/M | IM | IM/M | MS | MS/M  | GK | GK/M | RK | RK/M |